# Forte Jafferau
Il forte Jafferau (detto anche batteria Jafferau) è un'opera militare posta a 2775 m s.l.m., sulla cima del monte Jafferau,  in Val Susa, in provincia di Torino, nel territorio del comune di Bardonecchia, la più alta batteria militare d'Italia e la seconda più alta delle Alpi dopo la Batteria dello Chaberton (3130 m s.l.m.,  ora in territorio francese presso il Monginevro dopo il Trattato di Parigi del 1947).

## Storia

Pianta del progetto originale del forte

Il forte, costruito tra il 1896 ed il 1898, era composto da fortificazione, polveriera e locale spolettamento. Era considerata un'"opera d'azione lontana" in quanto, con le sue artiglierie, poteva colpire in profondità nel territorio francese ed inoltre aveva un certo qual grado di autonomia grazie alla strada militare costruita per raggiungerla ed alla teleferica militare che partiva da Costans (frazione di Oulx) con percorso Costans - Forte Föens - Batteria dello Jafferau.
Al momento della costruzione il forte era dotato di 8 cannoni 149/23 accoppiati, anche se con ognuno un'angolatura differente, e posti in barbetta. Inoltre erano a disposizione nei magazzini dei cannoni da 12 ARC Ret per formare una batteria e dei 87B utili a formare 2 batterie: tutte queste dotazioni erano utili per coprire la conca di Bardonecchia, il Colle della Rho e la valle di Rochemolles.
La polveriera era interrata, posta a un livello nettamente inferiore rispetto al forte ed era composta da un'unica stanza molto lunga scavata nella roccia, mentre il locale spolettamento, adiacente, era composto da quattro stanze con muri ricoperti in legno e, tra ognuna delle quali, un corridoio largo circa 50 cm.
L'intero forte era cintato da un muro di difesa interrotto unicamente a livello del portale d'ingresso sul quale era posto lo stemma della 137ª Batteria G.a.F. che presidiava il forte ed al quale si accedeva dopo aver superato un ponte levatoio su di un fossato. I locali di servizio e gli alloggiamenti per gli uomini del forte (che poteva contare fino a 200 uomini) erano posti sotto le piazzuole di tiro poste sulla sommità del monte ed erano rivolti verso il colle Jafferau, dando le spalle al fronte di fuoco.
Il forte venne privato dell'armamento nel 1915 e venne riarmato alla vigilia della seconda guerra mondiale con 8 cannoni 149/35 Mod. 1901: proprio questi ultimi tra il 16 ed il 17 giugno 1940 ingaggiarono un'aspra battaglia col Forte dell'Olive posto in Val Clarea di là dal Colle della Scala, battaglia che venne conclusa vittoriosamente grazie all'intervento dei cannoni posti sulla Batteria dello Chaberton.

## Il forte oggi
Alla fine della seconda guerra mondiale il forte fu distrutto in base alle clausole del trattato di pace con la Francia (Art. 47 del Trattato di Parigi) che prevedevano lo smantellamento e la distruzione delle fortificazioni militari italiane al confine con la Francia.
Del forte vero e proprio non resta praticamente nulla; sono ancora ben visibili le postazioni degli 8 cannoni posti sulla sommità del forte stesso con indicati gli angoli per il puntamento e e riservette sottostanti. Il muro di cinta è pressoché sparito nella sua interezza eccezion fatta per il portale d'ingresso, parzialmente visibile (tranne il ponte levatoio, non più presente) mentre in discrete condizioni sono ancora la polveriera ed i locali spolettamento, posti al termine della strada militare.
Della stazione terminale della teleferica militare rimane ben poco e tutto ciò che resta è ridotto a ruderi.